# 재커리 브라운
재커리 브라운(Zachary Browne, 1985년 3월 28일 ~ )은 미국의 배우, 텔레비전 배우이다.
새크라멘토에서 태어났다.

## 영화
- 샤일로 2 (1999년)
- DNA 컨스피러시 (1999년)
- 웨이킹 업 호튼 (1998년)
- 아빠 수업 (1995년)
- ER (1994년)
- 엠프티 크레이들 (1993년)
- 램버트 부인의 사랑 (1991년)